# Littorio (1934)
Littorio (později Italia) byla bitevní loď, kterou používala Regia Marina za druhé světové války. Loď patřila do první dvojice bitevních lodí třídy Littorio/Vittorio Veneto. Jednalo se o elegantní, dobře pancéřovanou a silně vyzbrojenou loď. Littorio také byla první italská válečná loď vybavená radarem, který byl namontován v září 1941. Během války byla protiletadlová výzbroj lodi posílena o dalších 12 kusů 20mm kanónů.
Stavba byla zahájena v roce 1934 v loděnicích v Janově. Loď byla dokončena v roce 1940 a mohla se tak brzy zapojit do válečných operací. Littorio byl těžce poškozen 11. listopadu 1940 při náletu na Tarent. Tehdy ho zasáhla tři letecká torpéda ráže 457 mm a loď byla opravována až do dubna 1941. V prosinci 1941 loď bojovala v První bitvě u Syrty a v březnu 1942 také v Druhé bitvě u Syrty. O tři měsíce později Littorio pronásledoval spojenecké síly, kryjící konvojovou Operaci Vigorous. Po italské kapitulaci loď dostala jméno Italia. Když loď společně se sesterskými plavidly Vittorio Veneto a Roma pluly na Maltu k internaci, těžce ji poškodila německá kluzáková puma Fritz X (Romu zasáhly a potopily pumy dvě). Loď přečkala válku a v roce 1947 byla předána USA. V 50. letech byla sešrotována.